# Ivan Borkovský
Ivan Borkovský fue un arqueólogo checoslovaco nacido en Ucrania. Al principio de su carrera fue un soldado que luchó con el ejército austrohúngaro contra los rusos en la Primera Guerra Mundial. Más tarde sirvió en la Guerra de la Independencia de Ucrania y luchó tanto en el Ejército Blanco como en el Rojo en la Guerra Civil rusa. Borkovský huyó a Checoslovaquia en 1920 y, tras un periodo en campos de internamiento, se estableció allí. Se licenció en arqueología en la Universidad Carolina de Praga y dirigió las excavaciones en el Castillo de Praga y en el Palacio Czernin.
El descubrimiento del esqueleto del Castillo de Praga por parte de Borkovský provocó un conflicto con las fuerzas de ocupación alemanas durante la Segunda Guerra Mundial, que estaban interesadas en encontrar pruebas de la participación de los primeros alemanes en la región. Bajo la amenaza de ser enviado a un campo de concentración, Borkovský se vio obligado a publicar un documento en el que se identificaba el esqueleto como de origen germánico y a retirar un libro en el que se daba a conocer la cerámica eslava primitiva de la zona. Después de la guerra, las fuerzas soviéticas sospecharon de su interpretación pro-alemana y, tras salvarse de ser enviado a un gulag, publicó un documento en el que se retractaba de su anterior interpretación y describía el esqueleto como eslavo. Después de la guerra realizó más excavaciones en Praga, incluso en Levý Hradec, y fue presidente de la Sociedad Arqueológica de la Academia de Ciencias de Checoslovaquia.

## Primeros años
Ivan Borkovský nació el 8 de septiembre de 1897 en Chortovec, cerca de Horodenka, que entonces formaba parte del Reino Austrohúngaro de Galitzia y Lodomeria, pero que se encuentra en la actual Ucrania Occidental. Nació en el seno de una familia noble ucraniana pobre y recibió el nombre de Ivan Borkovskyj-Dunin. Borkovský asistió a la escuela de gramática de Stanislavov entre 1909 y 1913 y después estudió para ser profesor.
Borkovský se alistó en el ejército austrohúngaro en 1915 y luchó contra Rusia durante la Primera Guerra Mundial. Entre 1918 y 1920 luchó en la Guerra de la Independencia de Ucrania y también participó en la Guerra Civil rusa, primero como parte del Ejército Blanco y luego para el Ejército Rojo opositor. Borkovský fue uno de los numerosos ucranianos que escaparon de la guerra a Checoslovaquia en 1920. Pasó el año siguiente internado en varios campos en Holešov, Liberec y Josefov antes de ser liberado. Las autoridades checoslovacas no reconocieron su educación previa, por lo que tuvo que volver a asistir a la escuela de gramática en Josefov, donde se graduó en 1925.
A partir de 1922, Borkovský asistió a clases sobre la época prehistórica en la Universidad Carolina de Praga y, de 1923 a 1926, fue asistente científico voluntario en el Instituto Arqueológico Estatal. Más tarde se incorporó a la carrera universitaria y se graduó en 1929. Al principio de su carrera se especializó en la Edad de Piedra Posterior.

## El esqueleto del Castillo de Praga

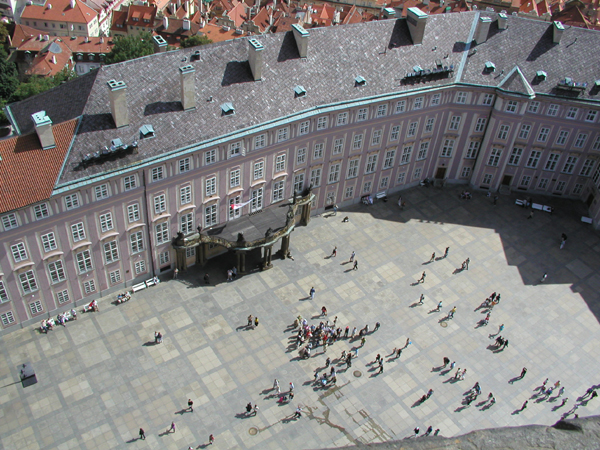
Tercer patio del Castillo de Praga donde se encontró el esqueleto

En 1926, Borkovský fue nombrado ayudante de Karel Guth, jefe del Departamento de Arqueología Histórica del Museo Nacional, y encargado de los trabajos de excavación del museo en el Castillo de Praga (como parte de la Comisión de Investigación del Castillo de Praga). En 1928, Borkovský excavó el esqueleto del Castillo de Praga, un entierro del siglo IX. El descubrimiento no se publicó en su momento, ya que Guth controlaba este aspecto y a menudo se retrasaba con sus artículos; sin embargo, el esqueleto desempeñaría un papel fundamental en la carrera posterior de Borkovský.

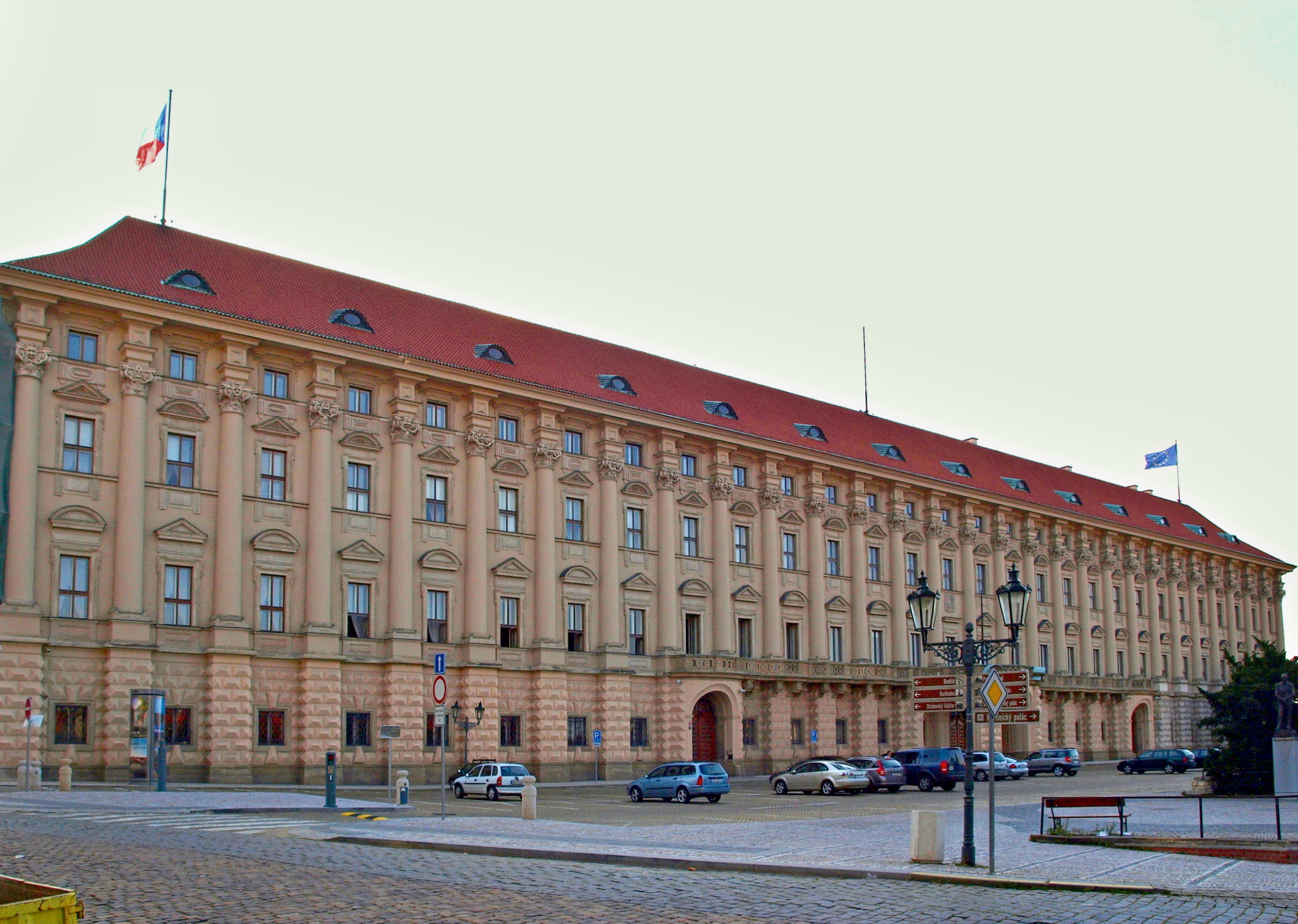
Palacio Czernin y Plaza Loreto

En 1934-35, Borkovský realizó excavaciones en un cementerio eslavo primitivo situado en la plaza de Loreto, frente al Palacio Czernin de Praga."Borkovsky, Ivan 8.9.1897 - 17.3.1976". Generální Heslář Biografického Slovníku Českých Zemí (Biographical Dictionary of the Czech Lands). Institute of History, Czech Academy of Sciences. Retrieved 25 noviembre 2019.</ref> También dirigió la excavación de un cementerio medieval en la calle Bartolomejska en 1936, antes de la construcción de un nuevo cuartel de policía. Entre 1932 y 1936 dirigió también la catalogación de la colección de arqueología del Museo Josef Antonín Jíra. Allí descubrió los primeros artefactos cerámicos de los primeros eslavos que probaban la presencia de ese pueblo en Bohemia a principios del siglo VI d. C. Borkovský publicó sus hallazgos en el libro Old Slavonic Ceramics in Central Europe (Cerámica eslava antigua en Europa central), que produjo a sus expensas en 1940. Ese mismo año, Borkovský se trasladó al Instituto Arqueológico Estatal Checo.
Durante este tiempo, Borkovský desempeñó un papel activo en la comunidad de exiliados ucranianos en Praga. A partir de 1933 dio clases en laUniversidad Libre de Ucrania como profesor asociado. Más tarde se convirtió en profesor titular y fue rector desde 1939 hasta 1942.
La Alemania nazi ocupó Checoslovaquia en los prolegómenos de la Segunda Guerra Mundial y estaba muy interesada en promover una narrativa sobre la participación de los primeros germanos y nórdicos en la región para legitimar su ocupación. Los hallazgos de Borkovský sobre los primeros asentamientos eslavos no ayudaron a la causa alemana y se vio obligado a retirar su libro de 1940 bajo la amenaza de ser enviado a un campo de concentración. Bajo la presión alemana, publicó un artículo en el que identificaba el enterramiento como de origen nórdico. Las fuerzas soviéticas ocuparon Checoslovaquia en 1945 y Borkovský quedó bajo sospecha por su artículo pro alemán. En mayo fue detenido por el NKVD, la policía secreta soviética, a pesar de protestar por haber sido obligado a escribir el artículo. Borkovský fue cargado en un transporte con destino a un gulag siberiano, pero se salvó en el último momento gracias a la intervención de Jaroslav Böhm, director del Instituto Arqueológico Estatal. En 1946, Borkovský publicó un trabajo revisado que identificaba el enterramiento como un noble eslavo de la dinastía Przemyslid.

## Carrera posterior
Más tarde, Borkovský se convirtió en director del nuevo Departamento de Arqueología Histórica del Instituto de Arqueología, que se incorporó a la Academia de Ciencias Checa en 1952. Contribuyó en gran medida a la comprensión del aspecto del Castillo de Praga a lo largo de la historia, especialmente durante la Alta Edad Media. En 1950/51 descubrió los cimientos de la iglesia de la Virgen María en el recinto del castillo que, al datar de la segunda mitad del siglo IX, era la iglesia más antigua del castillo. Borkovský también investigó el convento de Santa Inés, el convento de Santa Ana y la demolida capilla de Belén en la Ciudad Vieja, que fueron importantes para comprender el desarrollo medieval de Praga. Dirigió la investigación del Levý Hradec hasta 1954 y también participó en la investigación del monasterio de San Jiří. "Borkovsky, Ivan 8.9.1897 - 17.3.1976". Generální Heslář Biografického Slovníku Českých Zemí (Biographical Dictionary of the Czech Lands). Institute of History, Czech Academy of Sciences. Retrieved 25 noviembre 2019.</ref>
A partir de 1954, Borkovský fue contratado por el Instituto de Arqueología para continuar las investigaciones en el Castillo de Praga. Ese mismo año recibió el Premio de Ciencias de la Ciudad de Praga y se le concedió el título de Doctor en Ciencias. "Borkovsky, Ivan 8.9.1897 - 17.3.1976". Generální Heslář Biografického Slovníku Českých Zemí (Biographical Dictionary of the Czech Lands). Institute of History, Czech Academy of Sciences. Retrieved 25 noviembre 2019.</ref> Permaneció al servicio del Instituto durante el resto de su vida. Borkovský fue presidente de la Sociedad Arqueológica de la Academia de Ciencias de Checoslovaquia desde 1968 hasta 1975 y ha sido descrito como el fundador de la moderna arqueología medieval checa. Murió en Praga el 17 de marzo de 1976.